# Boarmia tumartinaria
Boarmia tumartinaria là một loài bướm đêm trong họ Geometridae.